# Vogelaarwijk

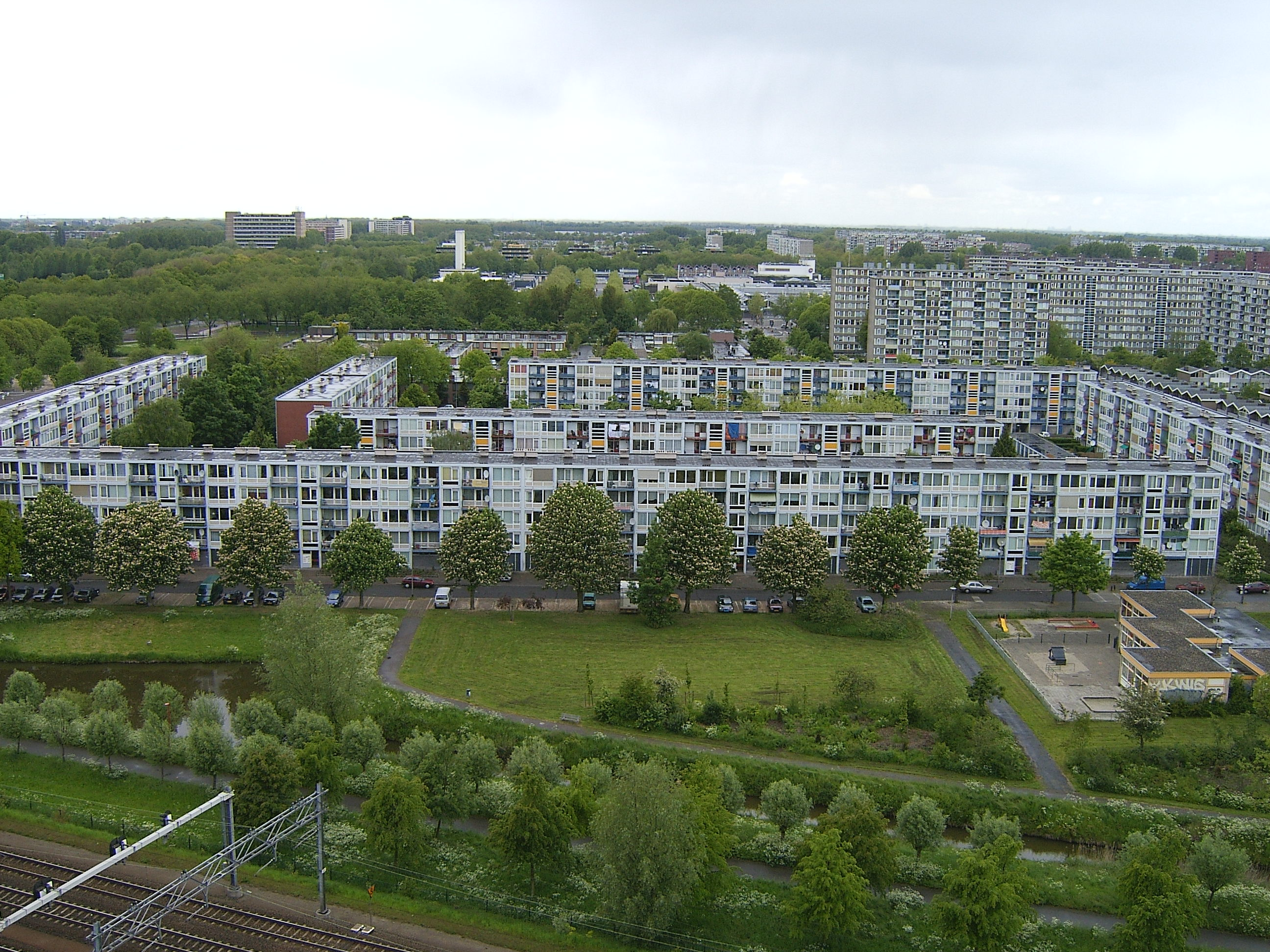
Overvecht in Utrecht

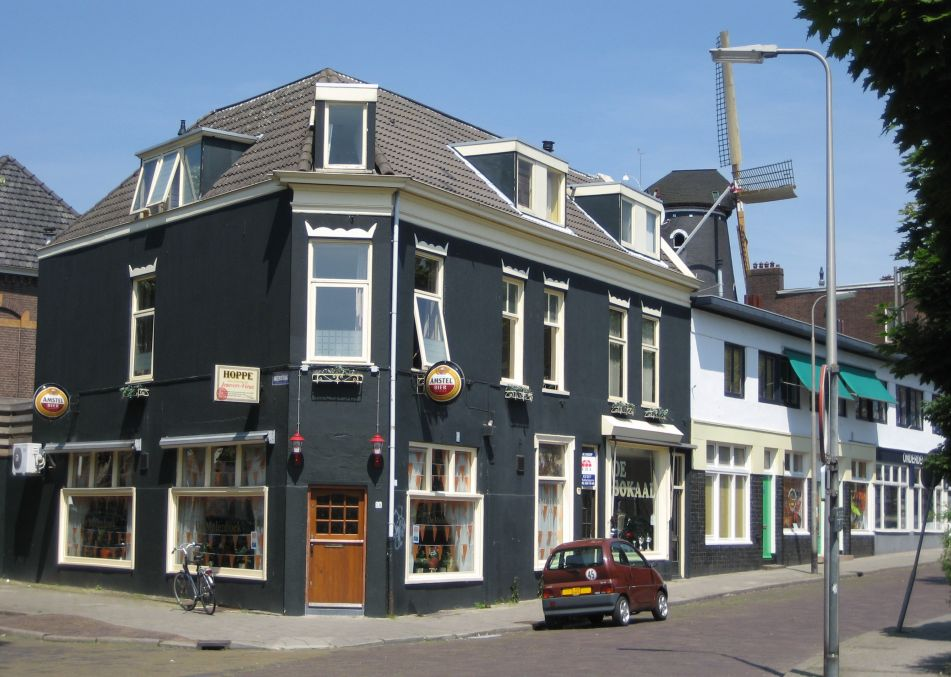
Klarendal in Arnhem

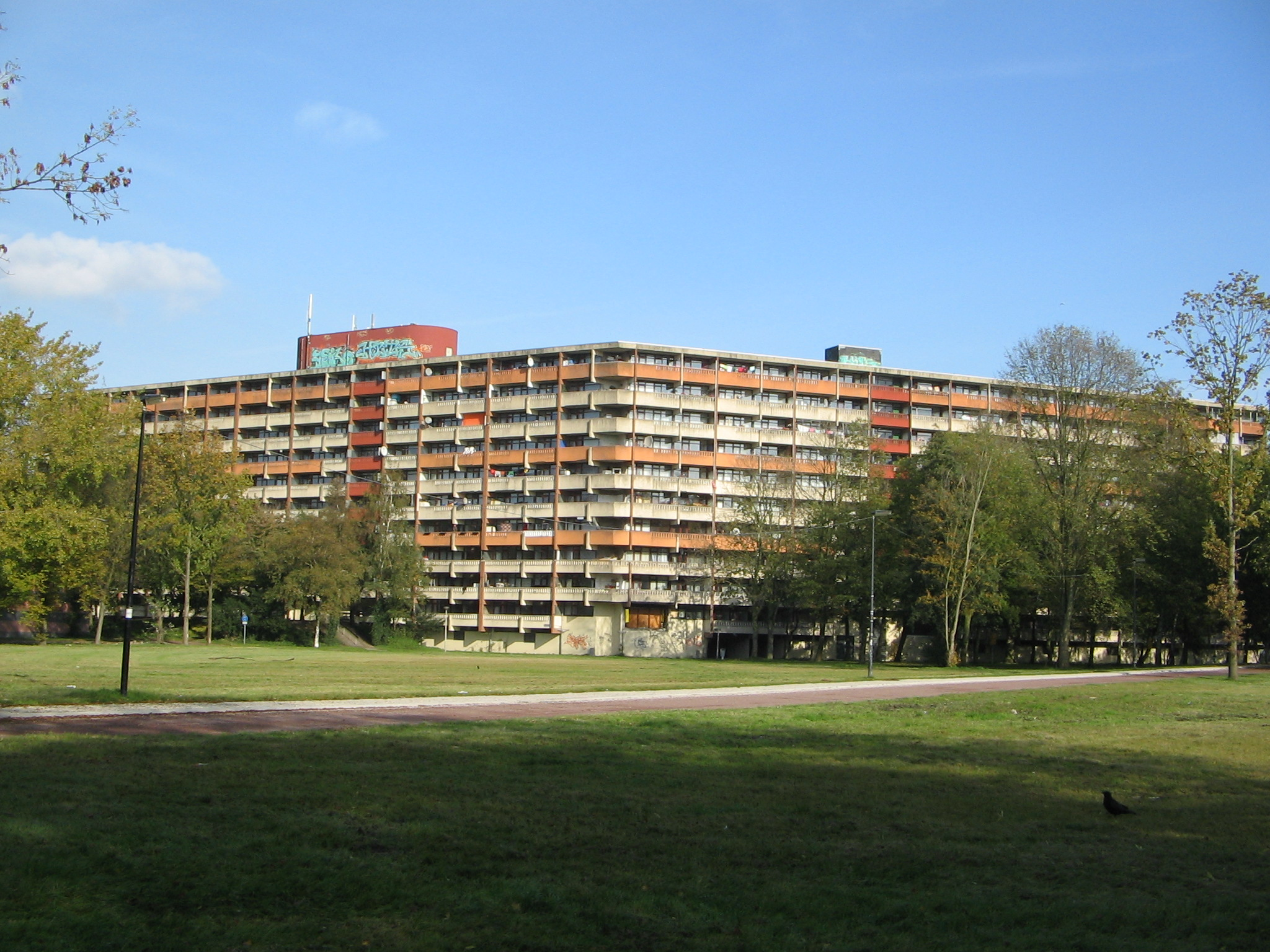
Bijlmermeer in Amsterdam

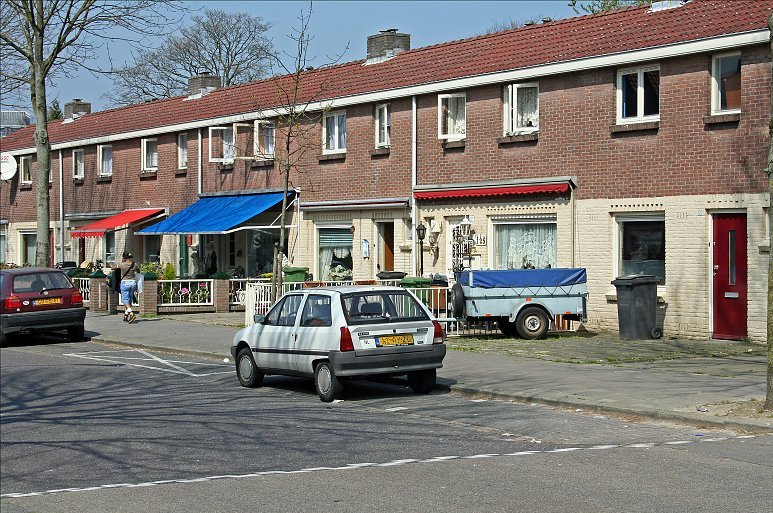
Woensel-West in Eindhoven

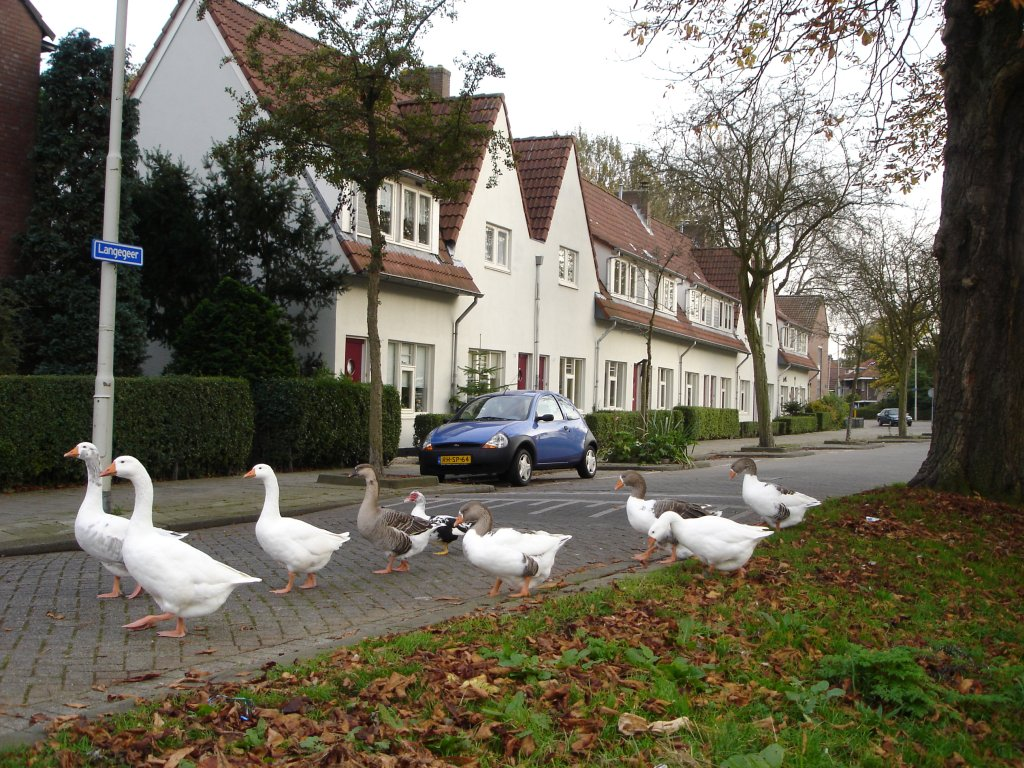
Vreewijk in Rotterdam

Vogelaarwijk is de populaire benaming voor een veertigtal probleemwijken in Nederland volgens een lijst die minister Ella Vogelaar van Wonen, Wijken en Integratie in 2007 vaststelde.
Vanwege de stapeling van sociale, fysieke en economische problemen  in deze woonwijken en -buurten investeerde de rijksoverheid er gedurende de kabinetsperiode Balkenende IV extra geld. Het was de bedoeling dat de lokale overheden en andere instanties zoals woningbouwcorporaties en welzijnsorganisaties samenwerkten bij de besteding van dit geld en het opstellen en uitvoeren van verbeterplannen.
Minister Vogelaar maakte de veertig gebieden bekend op 22 maart 2007. Zelf duidde ze deze wijken aan met de termen ‘krachtwijken’ en ‘prachtwijken’. Een andere term was ‘aandachtswijken’.

## De wijken
| Gemeente   | Wijk(en) |
| ---------- | --- |
| Alkmaar    | Overdie |
| Amersfoort | De Kruiskamp (op 11 oktober 2012 als eerste van de lijst gehaald)                                                                   |
| Amsterdam  | Bos en Lommer, Westelijke Tuinsteden, delen van Amsterdam-Oost, delen van Amsterdam-Noord en de Bijlmer                             |
| Arnhem     | Klarendal, Presikhaaf, Arnhemse Broek, Malburgen / Immerloo                                                                         |
| Den Haag   | Stationsbuurt, Schilderswijk, Zuidwest (Bouwlust, Vrederust, Morgenstond en Moerwijk), Transvaal                                    |
| Deventer   | Rivierenwijk |
| Dordrecht  | Wielwijk / Crabbehof |
| Eindhoven  | Woensel West, Doornakkers, Bennekel                                                                                                 |
| Enschede   | Velve-Lindenhof |
| Groningen  | Korrewegwijk, De Hoogte |
| Heerlen    | Meezenbroek |
| Leeuwarden | Heechterp-Schieringen |
| Maastricht | Noordoost |
| Nijmegen   | Hatert |
| Rotterdam  | Oude Westen, Oude Noorden, Crooswijk, Bergpolder, Overschie, Oud Zuid, Vreewijk en de Zuidelijke Tuinsteden (Pendrecht en Zuidwijk) |
| Schiedam   | Nieuwland |
| Utrecht    | Kanaleneiland, Ondiep, Overvecht, Zuilen Oost                                                                                       |
| Zaanstad   | Poelenburg |

## De voorlopers van deze lijst
In 2003 stonden er op de lijst Kamp 56 wijken. Op de lijst Winsemius van VROM staan 140 wijken waarvan bekend is dat ze problemen kennen.

## Kritiek op de lijst
Op deze lijst is ook kritiek geleverd, onder meer omdat er te weinig probleemwijken op zouden staan, ze anders is dan de voorlopers van de 40 van Vogelaar, of dat te veel van de 40 probleemwijken zich in de Randstad bevinden. Vogelaar bleef echter bij haar lijst, op één uitzondering na: Enschede vond het vreemd dat de wijk Mekkelholt/Deppenbroek, een wijk die het beter doet dan voorheen, wél op de lijst stond, terwijl Velve-Lindenhof, een wijk die juist wél extra aandacht nodig heeft, er niet op stond. Die twee wijken werden omgewisseld. Ook zijn er enkele steden die helemaal geen wijken op de lijst hebben, maar wel meerdere wijken hebben aangemeld, zoals Tilburg en 's-Hertogenbosch.

## Onderzoek naar effectiviteit plannen
In mei 2009 verscheen een eerste onderzoeksrapport naar de effectiviteit van de plannen van het kabinet-Balkenende IV, het onderzoek werd niet gedaan in opdracht van het ministerie van VROM - wat logisch was geweest - maar in opdracht van het ministerie van Economische Zaken. In het rapport, met de titel 'De Baat op Straat', werd onderzocht welk effect de investeringen van woningcorporaties hadden op overlast, onveiligheid en verloedering in een buurt, waarbij de onderzoekers onderscheid maakten tussen sociale en fysieke investeringen. De conclusie was dat de effectiviteit van sociale investeringen niet aantoonbaar was; deze investeringen hadden geen meetbaar effect. Bij fysieke maatregelen waren positieve effecten wel aantoonbaar, vooral de verkoop van sociale huurwoningen had een positief effect op de leefbaarheid van een buurt. Bij verkoop van sociale huurwoningen kan men echter niet spreken van investeringen door corporaties maar eerder van desinvestering. Blijkbaar voelen mensen zich meer betrokken bij hun woning en hun buurt als de woning hun eigendom is. Ook nieuwbouw (duurdere huurwoningen en koopwoningen) in bestaande buurten met vooral sociale huurwoningen had een gunstig effect op de leefbaarheid. Dat effect komt volgens het onderzoek door verandering in de samenstelling van de bevolking. Uit het onderzoek bleek verder dat onderhoud van woningen in probleemwijken kan leiden tot een meetbare afname van problemen in de wijk. Investeringen door corporaties hebben volgens de onderzoekers dan ook vooral zin als ze gericht zijn op fysieke aspecten zoals verkoop van sociale huurwoningen, herstructurering (nieuwbouw) en onderhoud. Sociale investeringen door corporaties zoals buurtbarbecues, buurtcomités en buurtregisseurs hadden geen meetbaar effect. De onderzoekers adviseerden de corporaties daarom hun geld te besteden aan fysieke activiteiten.
Door de economische crisis liep de aanpak van veel vogelaarwijken vertraging op. In oktober 2009 werd gesteld dat de doelen pas over vijf tot tien jaar bereikt zouden worden. Nieuwbouw van koopwoningen werd uitgesteld, omdat de huizenmarkt stagneerde en diverse woningbouwcorporaties aangaven in de problemen te komen als subsidies uit Brussel pas achteraf werden verstrekt.
In 2011 werd de effectiviteit van de maatregelen nogmaals gemeten door het Sociaal en Cultureel Planbureau (SCP). Hieruit bleek dat de situatie in de wijken nauwelijks is veranderd tussen 1999 en 2008. Ook hebben de aanwezigheid van meer groen of sport- en speelvelden in de wijken weinig aantoonbare effecten op de leefbaarheid en de veiligheid. Volgens het SCP is wel de etnische samenstelling gewijzigd: de autochtone middenklasse verliet de aandachtswijken en maakte plaats voor niet-Westerse migranten uit de middenklasse.

## Rangorde
Minister Vogelaar had de veertig wijken van de lijst gerangschikt. RTL Nieuws probeerde via een WOB-procedure deze lijst in de openbaarheid te krijgen. De rechtbank stelde RTL in juli 2008 in het gelijk. Maar de Raad van State oordeelde in hoger beroep dat de brief niet openbaar gemaakt hoeft te worden. 
In februari 2009 werd een deel van de lijst, de twintig slechtste wijken, toch door RTL Nieuws gepubliceerd, waarop minister Van der Laan de complete rangorde bekendmaakte.

## Nationaal programma
In 2022 presenteerde het kabinet-Rutte III het Nationaal Programma Leefbaarheid en Veiligheid, waarin de draad van Vogelaar weer werd opgepakt. Twintig wijken in negentien gemeentes werden aangewezen als plaatsen waar zich een stapeling van problemen voordoet. Door een integrale aanpak van de woonkwaliteit, de (jeugd)criminaliteit, de onderwijsuitval en de armoede en schuldenproblematiek moet de vicieuze cirkel worden doorbroken. Behalve de betrokken ministeries en gemeentes worden ook de woningcorparaties, politie en justitie en bedrijfsleven bij het programma betrokken.